# Стадион ЗТЕ Арена

Стадион ЗТЕ Арена је стадион у Залаегерсегу, Мађарска.  Стадион се највише користи за клубски и репрезентативни фудбал. Користе га ФК Залаегерсег и Фудбалска репрезентација Мађарске. Стадион прима 11.200 гледалаца.

## Историја
Реновирање старог стадиона је почело 26. марта 2017. године. Сва стајаћа места су покривена седиштима. Габор Вег, власник ФК Залаегерсега је изјавио да је после 15. година реновације стадион завршен. Клубске просторије, продавнице и балкони су комплетно реновирани.

## Мечеви репрезентације
| Мађарска                   | 3–2       | Јапан                  |
| -------------------------- | --------- | ---------------------- |
| Кутор 53 Јухас 67 Хусти 92 | Репортажа | Тамада 75 Татсухико 77 |

| Мађарска | 0–1    | Словенија |
| -------- | ------ | --------- |
|          | Report | Шишић 59  |

### Просечна посета (Мађарска лига)
- 2000-01: 8.124
- 2001-02: 9.000
- 2002-03: 4.719
- 2003-04: 4.031
- 2004-05: 4.667
- 2005-06: 3.033
- 2006-07: 4.033
- 2007-08: 3.133
- 2008-09: 3.809
- 2009-10: 3.929

## Галерија
- западна трибина
- северна трибина
- гостујућа трибина
- поглед на стадион
- улаз у стадион